# 于勒·苏佩维埃尔
于勒·苏佩维埃尔（法語：Jules Supervielle，1884年1月16日—1960年5月17日），法國詩人。生于乌拉圭首都蒙得维的亚。
苏佩维埃尔始终与20世纪上半叶称霸文坛的超现实主义保持着距离。他提倡更具人性，更接近生活的诗歌，摒弃不加思索和让无意识统领一切的写作手法。他关注身边的世界，一如关注时刻在他内心徘徊的幽灵。尽管他的诗作神秘色彩浓厚，但他拒绝为神秘而神秘，只是让神秘成为诗歌的芳香和回味。他认为，诗境，是一种不存在对立面的奇异的混合状态：在那里，是与否，过去与未来，绝望与期盼，疯狂与理智，死与生，皆融为一体。
苏佩维埃尔一生多次获奖，其中包括，1949年获法国评论奖，1955年获法兰西学院文学大奖，1960年被法国诗人选为“诗人王子"。
1960年5月17日，苏佩维埃尔在巴黎去世。